# Katafuchi Koichiro
Koichiro Katafuchi (sinh ngày 29 tháng 4 năm 1975) là một cầu thủ bóng đá người Nhật Bản.

## Sự nghiệp câu lạc bộ
Koichiro Katafuchi đã từng chơi cho Sagan Tosu và Albirex Niigata.